# Accipiter rhodogaster
Lo sparviero pettovinoso (Accipiter rhodogaster (Schlegel, 1862)) è un uccello rapace della famiglia degli Accipitridi originario di Sulawesi.

## Descrizione

### Dimensioni
Misura 26–33 cm di lunghezza, per un peso di circa 113 g nei maschi e di circa 264 g nelle femmine; l'apertura alare è di 46–62 cm.

### Aspetto
Questo piccolo accipitride si caratterizza per il suo richiamo insistente. Il maschio presenta parti superiori grigio-ardesia, ali arrotondate e relativamente corte e coda squadrata all'estremità. I tratti caratteristici delle rettrici sono piuttosto simili a quelli dello sparviero pigmeo di Sulawesi (A. nanus) e dello sparviero codamacchiata (A. trinotatus), con i quali condivide spesso l'areale. Le parti superiori sono grigio piombo e quelle inferiori sono rosso vinato, ma le cosce sono grigie. Rispetto a questi suoi stretti parenti, questa specie si distingue per le cosce grigie, i lunghi artigli e le notevoli differenze nelle dimensioni. Le macchie bianche sulla coda barrata sono assenti. La femmina è circa il 35% più grande del maschio, ha parti superiori più marroni e parti inferiori di un vinato più chiaro, con macchioline grigie sulla gola, l'addome e le cosce. Per quanto riguarda le parti nude: l'iride è gialla, la cera è giallo-verdastra e le zampe sono di un giallo più chiaro rispetto a quelle dei giovani. Questi ultimi hanno parti superiori di colore rosso scuro. La coda è di un rosso più chiaro con barre bruno-nere. Il cappuccio e la nuca sono bruno-neri con un po' di bianco o di camoscio-fulvo. Le differenze tra le varie popolazioni sono molto deboli: gli esemplari che vivono a Muna e Buton (talvolta considerati come una sottospecie a parte, A. r. butonensis) hanno guance più grigie. La sottospecie A. r. sulaensis è invece estremamente più piccola, con un'apertura alare inferiore di 20 cm rispetto a quella della forma nominale. Le popolazioni che vivono sull'isola di Peleng presentano a volte ornamenti particolari sulla faccia.

### Voce
Lo sparviero pettovinoso è considerato un rapace molto loquace e vocale. Emette un hihihhihihihihi rapido al ritmo di 20 note ogni due secondi. È sempre pronto a rispondere ai richiami della femmina o perfino alle registrazioni. Il suo repertorio è generalmente più profondo e più penetrante di quello dello sparviero pigmeo di Sulawesi (A. nanus).

## Biologia
Gli sparvieri pettovinoso vivono da soli o in coppia. Sebbene possano spesso essere avvistati anche in luoghi relativamente aperti, non abbiamo a disposizione testimonianze riguardanti parate aeree, acrobazie o attività ad esse correlate. Come la maggior parte delle specie insulari, gli sparvieri pettovinoso sono considerati sedentari.

### Alimentazione
La dieta è poco conosciuta. I contenuti stomacali esaminati contengono soprattutto lucertole, insetti, scoiattoli, topi e passeriformi di piccola taglia. La morfologia di questi rapaci, i lunghi artigli e il dimorfismo sessuale molto marcato suggeriscono piuttosto che siano dei cacciatori di uccelli. Fino ad adesso conosciamo le seguenti tecniche di caccia:

#### 1. Caccia all'agguato
Questo sparviero è un cacciatore furtivo che sfrutta la copertura di alberi e cespugli, si apposta su un ramo ben nascosto, osservando attentamente i movimenti delle prede. Quando un animale si avvicina o si distrae, si lancia in un attacco fulmineo, sfruttando la sorpresa. Questa tecnica è efficace soprattutto contro piccoli bersagli.

#### 2. Inseguimento rapido tra gli alberi
Grazie alla sua struttura compatta e alle ali relativamente corte, lo sparviero pettovinoso è un esperto nel volo tra la vegetazione. Quando avvista una preda, può inseguirla tra i rami a grande velocità, eseguendo rapide virate e cambi di direzione, una tecnica particolarmente efficace contro uccelli in volo o in fuga tra gli alberi.

#### 3. Attacco radente al suolo
In ambienti più aperti, lo sparviero pettovinoso può volare rasoterra con traiettorie basse e silenziose per sorprendere piccoli animali, una tecnica che utilizza spesso per cacciare lucertole, insetti grandi e piccoli roditori.

### Riproduzione
Secondo quanto affermato da David Christie, non abbiamo alcuna informazione specifica sulle abitudini riproduttive della specie. Secondo Handbook of the Birds of the World, i due genitori uniscono le forze per costruire un unico nido dalla struttura arrotondata costituito da ramoscelli di legno secco. Sull'isola di Peleng, il nido è situato alla biforcazione tra due rami carichi di foglie, a circa 15 metri dal suolo. Le informazioni sulle abitudini riproduttive sono molto scarse. A parte il fatto che questa specie è monogama, non sappiamo nulla riguardo alla durata di incubazione e alla lunghezza del soggiorno nel luogo di nascita.

## Distribuzione e habitat
Gli sparvieri pettovinoso frequentano le foreste di pianura e di montagna, oltre alle fitte formazioni di mangrovie. Tollerano anche i bordi delle zone boschive e gli appezzamenti in corso di rigenerazione in prossimità dei villaggi che sorgono nelle foreste. Riescono perfino a prosperare nelle distese boschive altamente frammentate o in zone dove crescono alberi isolati o sparsi. Gli sparvieri pettovinoso vivono fino a 2000 metri di altitudine, in habitat spesso frequentati anche dall'aquila dal ciuffo di Sulawesi o dallo sparviero codamacchiata.
La specie è presente, oltre che a Sulawesi, nelle isole di Muna e Buton (al largo delle sue coste sud-orientali), nelle isole Banggai (Peleng e Banggai) e nelle isole Sula (Taliabu, Sanana e Mangole).

## Tassonomia
Sono ufficialmente riconosciute due sottospecie:
- A. r. rhodogaster (Schlegel, 1862), diffusa a Sulawesi e nelle isole di Muna e Buton;
- A. r. sulaensis (Schlegel, 1866), diffusa a Peleng, Banggai e nelle isole Sula.

## Conservazione
Secondo Handbook of the Birds of the World, questa specie non è minacciata a livello globale. Negli habitat adatti può essere addirittura diffusa e apparentemente comune. In effetti, sembra essere meno dipendente dalle foreste rispetto alla maggior parte degli altri membri della famiglia degli Accipitridi. La popolazione globale occupa una superficie di 200.000 chilometri quadrati su Sulawesi. A causa delle abitudini estremamente discrete, tuttavia, essa potrebbe essere sottostimata. Secondo BirdLife International, questi effettivi sarebbero compresi tra i 670 e i 6700 individui maturi.